# 財務会計
財務会計（ざいむかいけい、英: financial accounting）は、財務諸表を核とする会計情報を、企業外部の利害関係者（株主、債権者、徴税当局など）に対して提供することを目的とする会計である。経営者や企業内部の管理者に対する情報提供を目的とする管理会計とは内容が大きく異なる。
企業外部には様々な利害関係者が存在するが、その中でも株主と債権者は企業の存続と成長に不可欠な資金を提供している。このため、財務会計の主たる目的は株主と債権者に対する会計情報の提供といえる。
会社法や商法、金融商品取引法など、法律の規制に則って実施される財務会計のことは特に制度会計と呼ばれる。これとは対照的に、海外投資家向けの財務諸表を作成したり、自然保護や社会貢献に協力している程度を金銭面で示す為の会計など、法律の規制とは別に行なわれる財務会計もある。

## 機能
財務会計の機能には、情報提供機能と利害調整機能がある。従来は利害調整機能が重視されていたが、これからの会計基準の基本的指針となる討議資料『財務会計の概念フレームワーク』において、財務会計の主要な役割は投資家への情報提供機能であることが明記され、利害調整機能は、副次的な利用目的として考慮されることもあるという程度のものとして扱われている。

### 情報提供機能
投資家は株や債権の購入によるキャピタルゲインや配当、利息収入などを目的にさまざまな企業に投資を行うが、投資判断にあたっては投資先企業についての情報が不可欠である。ここで必要とされる情報にはさまざまなものがあるが、特に企業の財務に関する情報は重要である。この投資判断のための情報を財務諸表という形で提供することが、財務会計の主な機能（役割）であり、経営者が株主に対して会計報告を行なうことは「会計責任」（アカウンタビリティ、Accountability）と呼ばれ重要な責任となっている。
よりマクロな観点から、財務会計により企業と投資家が適切に結びつく（マッチングする）ことにより投資市場の円滑な運営が可能となる。
なお、中立の第三者により財務諸表等の情報の適正性を担保するために会計監査制度が必要となる。

### 利害調整機能
利害調整機能とは、私的な利害をめぐる対立を調整することであり、主に経営者と株主の間で発生する利害を調整するものである。経営者は株主から会社の経営をまかされ、株主の利益のために行動するが、常に経営者がその責務を遂行するとは限らない。つまり、経営者は会社を私物化し株主の利益よりも自己の利益を優先させる可能性があるといえる。このような対立の解消を促進するメカニズムが会計報告を通じての財務会計の機能である。
一方、株主と債権者との利害調整機能も有する。もし、株主が多大な配当によって会社財産を流出させたとしたら、融資を行う金融機関や社債購入者の権利は著しく害されることとなる。そこで債権者は、会社財産の流出をふせぐため配当可能限度額を画定するのだが、配当可能限度額を確実に設けているかどうかを債権者が確認するための機能として、財務会計がある。

## 種類
財務会計には、法律により以下の3種類にわけられる。
1. 会社法会計
2. 金融商品取引法(旧証券取引法)会計
3. 税務会計

## 税務との関係
財務会計の機能・目的は本来、企業の法人税に関する業務とは無縁であった。しかし、企業の利益計算と国の税法上の所得の計算を別々に行なうことには合理性がなく、必然的に実務上これらは一体化されている。法人税法では課税所得計算の算定において、株主総会の報告または承認を経た損益計算書上の当期純利益を元に、法人税法で定められた調整項目を加減算することで課税所得を求めている。これは確定決算主義と呼ばれる。